# Impatiens nobilis
Impatiens nobilis är en balsaminväxtart som beskrevs av Joseph Dalton Hooker. Impatiens nobilis ingår i släktet balsaminer, och familjen balsaminväxter. Inga underarter finns listade i Catalogue of Life.